# Caradrina catalana
Caradrina catalana är en fjärilsart som beskrevs av De Laever 1980. Caradrina catalana ingår i släktet Caradrina och familjen nattflyn. Inga underarter finns listade i Catalogue of Life.